# Villanueva de Sigena
Villanueva de Sigena – gmina w Hiszpanii, w prowincji Huesca, w Aragonii, o powierzchni 146,37 km². W 2011 roku gmina liczyła 464 mieszkańców.